# Wanna One
Wanna One (coréen : 워너원 et stylisé sous la forme: WANNA·ONE) est un ancien boys band sud-coréen formé sous Stone Music Entertainment par le programme Produce 101 Saison 2 en 2017 sur Mnet. Le groupe était temporaire et composé de 11 membres choisis parmi un groupe de 101 stagiaires de diverses agences : Kang Daniel, Park Ji-hoon, Kim Jae-hwan, Yoon Ji-sung, Lee Dae-hwi, Park Woo-jin, Ha Sung-woon, Hwang Min-hyun, Ong Seong-woo, Bae Jin-young et Lai Guan-lin. 
Wanna One se sépare officiellement le 27 janvier 2019, à la suite d'un concert final au Gocheok Sky Dome à Séoul, concluant les un an et demi d'activité du groupe.
Le groupe se réunit à nouveau pour une performance inédite aux MAMA Awards 2021 et sort pour l'occasion le single Beautiful (Part.3) le mois suivant.

## Histoire

### Pré-début
Avant son apparition sur le programme, le membre Park Ji-hoon était un acteur dès son plus jeune âge. Il est apparu sur des émissions de télévision telles que Kimchi Cheese Smile sur MBC et The King & I sur SBS. Il a également fait des apparitions dans plusieurs émissions avec BIGBANG et SS501.
En 2012, Hwang Minhyun fait ses débuts en tant que membre du groupe NU'EST.
Le membre Kim Jaehwan fait sa première apparition lors de la saison 2 de Korea's Got Talent mais est éliminé pendant la demi-finale.
En 2014, Ha Sungwoon fait ses débuts dans le groupe HOTSHOT.

### Produce 101 Saison 2
Article principale: Produce 101 Saison 2
L'émission Produce 101 Saison 2, diffusé du 7 avril 2017 au 16 juin 2017.
Les gagnants ont été décidés par vote et ont été annoncés en direct. La série avait un total de 11 épisodes et 10 chansons ont été révélées pendant la saison.

### 2017-présent: Débuts avec 1x1=1 (To be one)
Wanna One est signé par le label YMC Entertainment (qui était précédemment le label du groupe I.O.I) mais contrairement au groupe I.O.I, les garçons ne peuvent pas avoir d'activités parallèles avec leurs agences respectives.
Le groupe a participé à un concert final les 1 et 2 juillet 2017 au Parc Olympique de Séoul pour marquer la fin de l'émission Produce 101.
Le groupe a officiellement débuté durant un événement nommé Wanna One Premier Show-Con qui a pris place au Gocheok Sky Dome le 7 août 2017. Le groupe a publié leur premier EP 1x1=1 (To be one) le 8 août 2017, avec la chanson titre: "Energetic" composée par Hui du groupe Pentagon et FlowBow et des paroles écrites par Hui et Wooseok de Pentagon. Deux clips vidéo ont été publiés pour leurs débuts.

## Membres
| Nom            | Nom      | Date de naissance | Nationalité  | Position                               | Agence                     |
| Romanisé       | Coréen   | Date de naissance | Nationalité  | Position                               | Agence                     |
| -------------- | -------- | ----------------- | ------------ | -------------------------------------- | -------------------------- |
| Yoon Ji-sung   | 윤지성   | 8 mars 1991       | Sud-coréenne | Leader, chanteur, danseur              | MMO Entertainment          |
| Ha Sung-woon   | 하성운   | 22 mars 1994      | Sud-coréenne | Chanteur principal, danseur            | Ardor & Able Entertainment |
| Hwang Min-hyun | 황민현   | 9 août 1995       | Sud-coréenne | Chanteur secondaire, danseur           | Pledis Entertainment       |
| Ong Seong-woo  | 옹성우   | 25 août 1995      | Sud-coréenne | Danseur principal, chanteur secondaire | Fantagio Entertainment     |
| Kim Jae-hwan   | 김재환   | 27 mai 1996       | Sud-coréenne | Chanteur principal, danseur            | Swing Entertainment        |
| Kang Daniel    | 강다니엘 | 10 décembre 1996  | Sud-coréenne | Danseur principal, chanteur, center    | MMO Entertainment          |
| Park Ji-hoon   | 박지훈   | 29 mai 1999       | Sud-coréenne | Danseur secondaire, chanteur, rappeur  | Maroo Entertainment        |
| Park Woo-jin   | 박우진   | 2 novembre 1999   | Sud-coréenne | Rappeur principal, danseur principal   | Brand New Music            |
| Bae Jin-young  | 배진영   | 10 mai 2000       | Sud-coréenne | Chanteur, danseur secondaire           | C9 Entertainment           |
| Lee Dae-hwi    | 이대휘   | 29 janvier 2001   | Sud-coréenne | Chanteur secondaire, danseur           | Brand New Music            |
| Lai Guan-lin   | 라이관린 | 23 septembre 2001 | Taïwanaise   | Rappeur secondaire, danseur            | Cube Entertainment         |

## Discographie

### Albums
| Année | Titre                                       | Détails                                                                        | Classements | Classements | Classements | Ventes                  |
| Année | Titre                                       | Détails                                                                        | COR         | JAP         | USA World   | Ventes                  |
| ----- | ------------------------------------------- | ------------------------------------------------------------------------------ | ----------- | ----------- | ----------- | ----------------------- |
| 2017  | 1X1=1 (To Be One) (1er mini album)          | - Date de sortie : 7 août 2017 - Label : YMC Entertainment, Stone Music        | 1           | 4           | 3           | - COR : plus de 799 000 |
| 2017  | 1-1=0 (Nothing Without You) (special album) | - Date de sortie : 13 novembre 2017 - Label : YMC Entertainment, Stone Music   | 1           | 8           | 12          | - COR : plus de 659 000 |
| 2018  | 0+1=1 (I Promise You) (2e mini album)       | - Date de sortie : 19 mars 2018 - Label : YMC Entertainment, Stone Music       | 1           | 2           | 10          | - COR : plus de 783 000 |
| 2018  | 1÷χ=1 (Undivided) (3e mini album)           | - Date de sortie : 4 juin 2018 - Label : Swing Entertainment, Stone Music      | 1           | 2           | 8           | - COR : plus de 642 000 |
| 2018  | 1¹¹=1 (Power of Destiny) (1er album studio) | - Date de sortie : 19 novembre 2018 - Label : Swing Entertainment, Stone Music | 1           | 3           | 12          | - COR : plus de 728 000 |

### Singles
| Année                                                            | Titre                  | Meilleures positions | Meilleures positions | Meilleures positions | Album                       |
| Année                                                            | Titre                  | COR                  | JAP                  | USA World            | Album                       |
| ---------------------------------------------------------------- | ---------------------- | -------------------- | -------------------- | -------------------- | --------------------------- |
| 2017                                                             | Energetic (에너제틱)   | 1                    | —                    | 6                    | 1X1=1 (To Be One)           |
| 2017                                                             | Burn it Up (활활)      | 4                    | —                    | —                    | 1X1=1 (To Be One)           |
| 2017                                                             | Beautiful              | 1                    | —                    | 15                   | 1-1=0 (Nothing Without You) |
| 2018                                                             | I.P.U (약속해요)       | 5                    | 78                   | —                    | 0+1=1 (I Promise You)       |
| 2018                                                             | Boomerang (부메랑)     | 3                    | —                    | —                    | 0+1=1 (I Promise You)       |
| 2018                                                             | Light (켜줘)           | 2                    | —                    | —                    | 1÷χ=1 (Undivided)           |
| 2018                                                             | Spring Breeze (봄바람) | 3                    | —                    | —                    | 1¹¹=1 (Power of Destiny)    |
| 2022                                                             | Beautiful (Part.3)     | 165                  | —                    | —                    | Hors album                  |
| "—" signifie que le titre ne s'est pas classé dans cette région. |                        |                      |                      |                      |                             |

## Filmographie

### Dramas et Films
| Année | Chaine         | Titre                 | Membre  |
| ----- | -------------- | --------------------- | ------- |
| 2007  | MBC            | Kimchi Cheese & Smile | Jihoon  |
| 2007  | SBS            | The King & I          | Jihoon  |
| 2013  | MBC Every1     | Reckless Family       | Minhyun |
| 2014  | Web Drama      | Momo Salon            | Minhyun |
| 2014  | KBS2           | Trot Lover            | Minhyun |
| 2016  | Japanese Movie | Their Distance        | Minhyun |